# پیر وفا
پیروفا (تاریخ اسلام) نام یک مجموعهٔ نمایشی تلویزیونی به کارگردانی «مجتبی یاسینی» است که در سال ۱۳۶۴ تولید و از شبکه ۲ سیمای جمهوری اسلامی ایران پخش گردید.

## خلاصه داستان
این مجموعه نمایشی، درباره زندگی و فداکاری‌های «هانی بن عروه» است که جانش را برای کمک به یاران حسین بن علی و مسلم بن عقیل فدا کرد.

## بازیگران و عوامل تولید

### بازیگران
- اسماعیل سلطانیان
- کریم اکبری مبارکه
- عبدالرضا اکبری
- بهروز مسروری
- علی عمرانی
- جلیل فرجاد
- رضا فیاضی
- رضا خندان
- مجید بهشتی
- جواد پیشه‌گر

### عوامل تولید
- کارگردان هنری: مجتبی یاسینی
- کارگردان تلویزیونی: بیژن صمصامی
- فیلمنامه: سعید آل رسول
- تصویربرداران: اکبر عنبری، بیژن مؤمنی، جلال محمودزاده، مرتضی اصلان‌زاده
- موسیقی: بیژن کامکار
- تهیه‌کننده: مسعود رسام
- محصول: گروه فرهنگی اجتماعی شبکه ۲
- سال تولید: ۱۳۶۴